# Èpit (fill d'Hipòtou)
Segons la mitologia grega, Èpit (en grec antic: Αἴπυτος, 'Àipytos') va ser un rei d'Arcàdia, fill d'Hipòtous i pare de Cípsel.
Per consell de l'oracle, acollí Orestes quan fugia de les Erínies.
Un dia es va atrevir a entrar per la força al temple de Posidó a Mantinea, on no estava permesa l'entrada als homes, i el déu el va castigar amb la ceguesa. Poc després, va morir. Pausànias diu que aquest temple el van construir Agamedes i Trofoni, que, per impedir que els homes hi entressin, van posar davant de l'entrada un fil de llana. Èpit no el va saltar ni hi va passar per sota, sinó que el va tallar. El déu el va tornar cec, amb una gran onada, per no haver actuat pietosament.